# Insegne imperiali

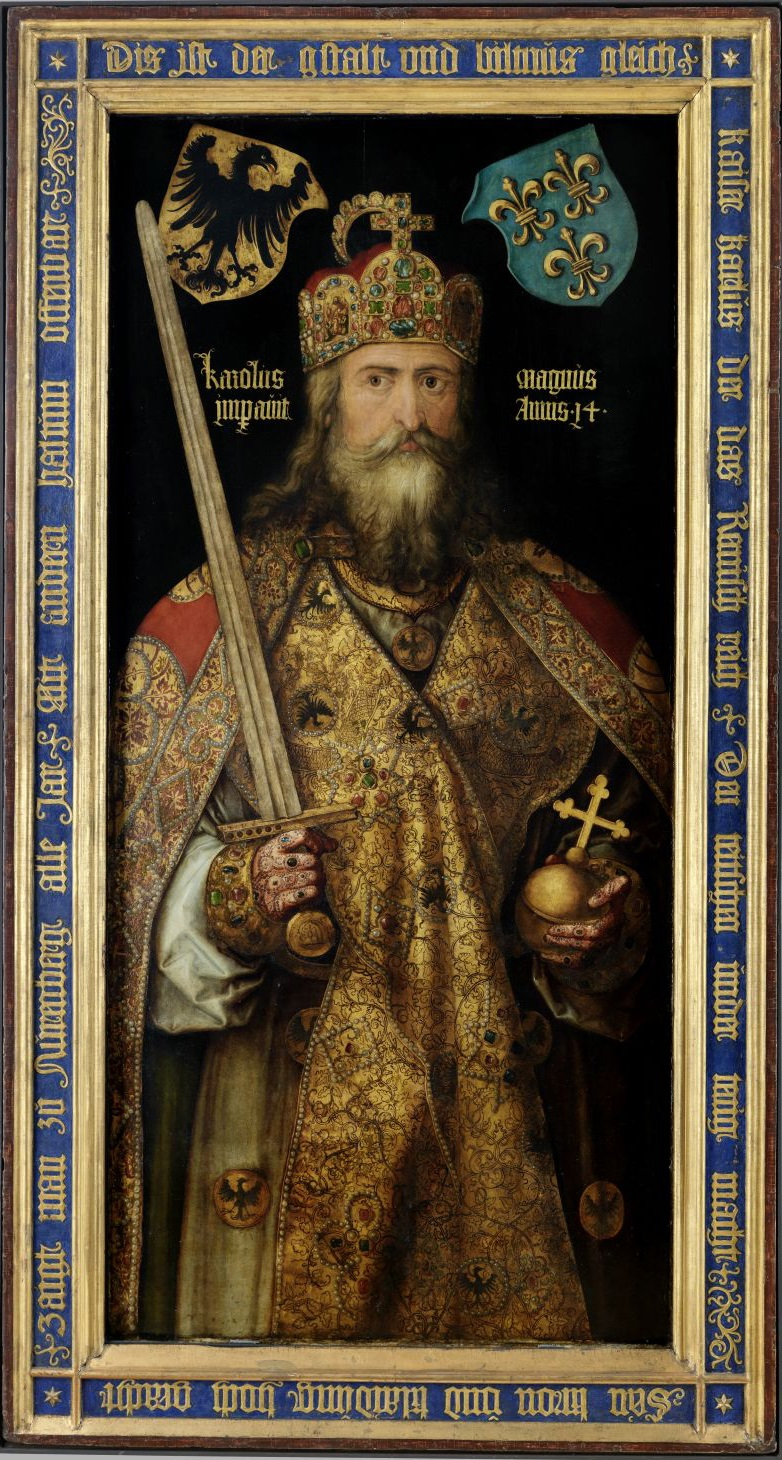
Carlo Magno indossa le Insegne imperiali

Le insegne imperiali o regalia o gioielli della corona imperiale (in tedesco reichsinsignien, reichskleinodien, reichsschatz) sono le regalie degli imperatori e dei re del Sacro Romano Impero. Le parti più importanti sono la corona imperiale, la lancia sacra e la spada imperiale: attualmente si trovano nella camera del Tesoro del palazzo di Hofburg a Vienna, in Austria. Sono le uniche insegne reali perfettamente conservate dal medioevo. Durante il Basso Medioevo, il termine ha avuta molte variazioni in lingua latina: insignia imperialia, regalia insignia, insignia imperialis capellae quae regalia dicuntur e altre simili.

## Componenti

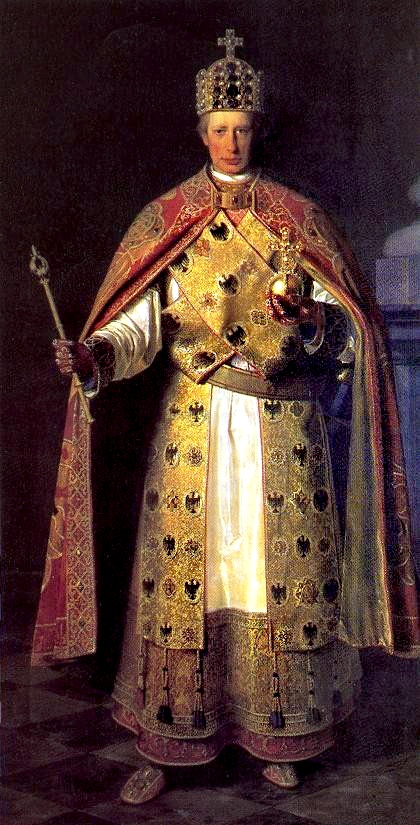
L'ultimo imperatore del Sacro Romano Impero Francesco II indossa le insegne. Sono ben evidenti: corona, scettro, globo, camice, stola, scarpe e guanti.

Le insegne imperiali si possono dividere in due gruppi: il più grande comprende la corona imperiale e parte del vestiario, il globo imperiale (cioè un globo crucigero), lo scettro imperiale, la spada imperiale, la spada cerimoniale, la Croce imperiale, la lancia sacra e tutti i reliquiari, tranne la borsa di santo Stefano. Questi oggetti sono noti come Nürnberger Kleinodien ("gioielli di Norimberga"), in quanto vennero conservati a Norimberga dal 1424 al 1796. 
Al secondo gruppo appartengono invece la borsa di santo Stefano, la Bibbia imperiale e Altachiara, la leggendaria spada di Carlo Magno: conosciuti come Aachener Kleinodien ("gioielli di Aquisgrana"), furono conservati ad Aquisgrana fino al 1794, nel tesoro della cattedrale.
Lista dei componenti delle insegne imperiali
| Gioielli di Aquisgrana | Luogo di origine e data di produzione        |
| ---------------------- | -------------------------------------------- |
| Borsa di santo Stefano | inizi del IX secolo                          |
| Bibbia imperiale       | Aquisgrana, fine dell'VIII secolo            |
| Altachiara             | Europa orientale, seconda metà del IX secolo |

| Gioielli di Norimberga                                            | Luogo di origine e data di produzione           |
| ----------------------------------------------------------------- | ----------------------------------------------- |
| Corona imperiale                                                  | Germania occidentale, seconda metà del X secolo |
| Croce imperiale                                                   | Germania occidentale, attorno al 1024/1025      |
| Lancia sacra                                                      | VIII/IX secolo                                  |
| Frammento della Vera Croce                                        |                                                 |
| Spada imperiale                                                   | Germania, fine XI secolo                        |
| Globo imperiale                                                   | Germania occidentale, fine XII secolo           |
| Mantella d'incoronazione                                          | Palermo, 1133/1134                              |
| Camice                                                            | Palermo, 1181                                   |
| Dalmatica                                                         | Palermo, attorno al 1140                        |
| Calze                                                             | Palermo, attorno al 1170                        |
| Scarpe                                                            | Palermo, attorno al 1130 o attorno al 1220      |
| Guanti                                                            | Palermo, 1220                                   |
| Spada cerimoniale                                                 | Palermo, 1220                                   |
| Stola                                                             | Italia centrale, attorno al 1338                |
| "Adlerdalmatika" (dalmatica con aquila)                           | Germania settentrionale, attorno al 1350        |
| Scettro imperiale                                                 | Germania, inizi del XIV secolo                  |
| Aspersorio                                                        | Germania, inizi del XIV secolo                  |
| Reliquiario con catene                                            | Roma o Praga, attorno al 1368                   |
| Reliquiario con frammenti dei vestiti di san Giovanni Evangelista | Roma o Praga, attorno al 1368                   |
| Reliquiario con un frammento della mangiatoia di Gesù Cristo      | Roma o Praga, attorno al 1368                   |
| Reliquiario con un osso del braccio di sant'Anna                  | probabilmente Praga attorno al 1350             |
| Reliquiario con un dente di san Giovanni Battista                 | Boemia, attorno al 1350                         |
| Custodia della Corona imperiale                                   | Praga, attorno al 1350                          |
| Reliquiario con un pezzo della tovaglia usata per l'Ultima cena   |                                                 |

### Galleria d'immagini

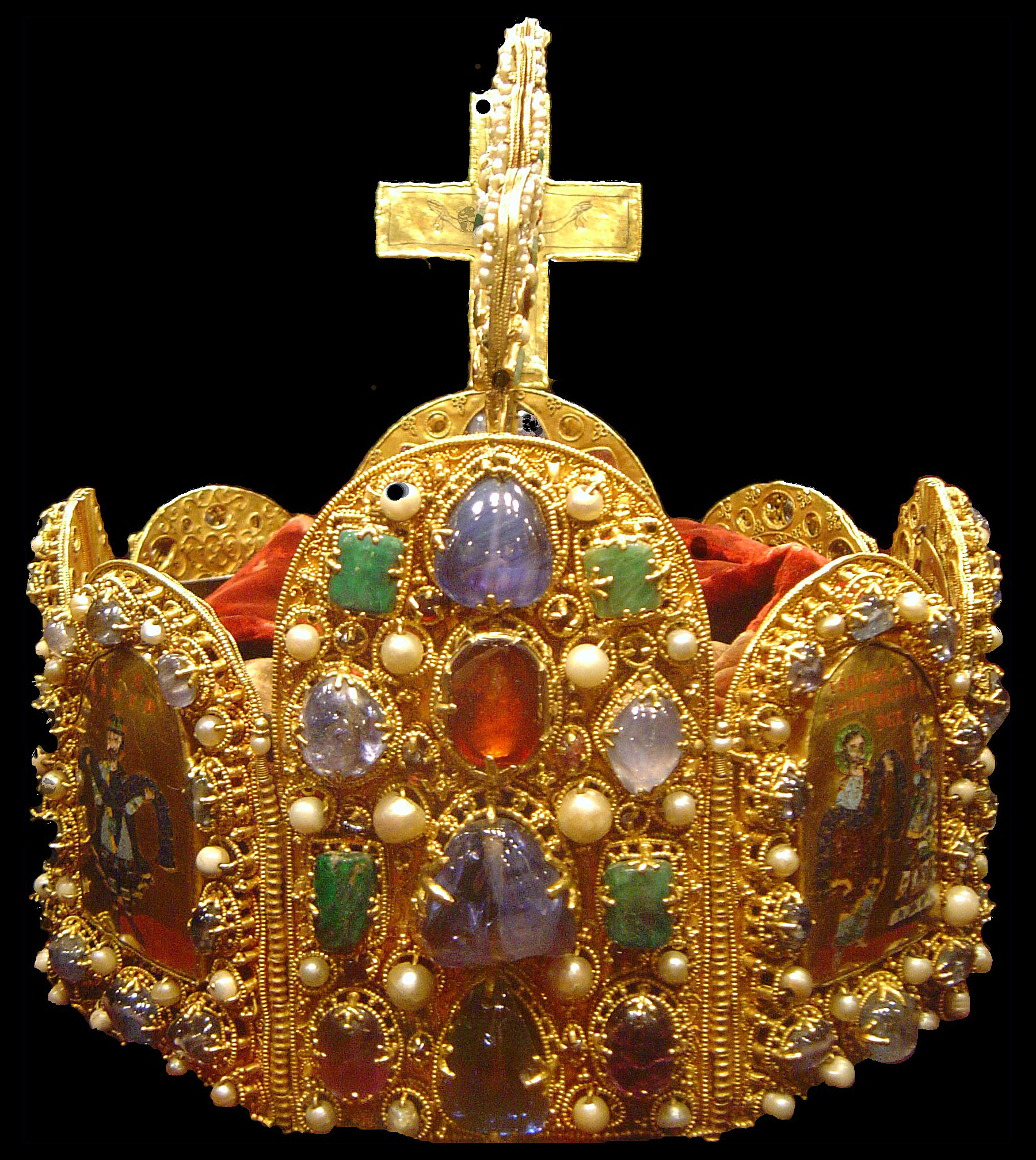
Corona imperiale
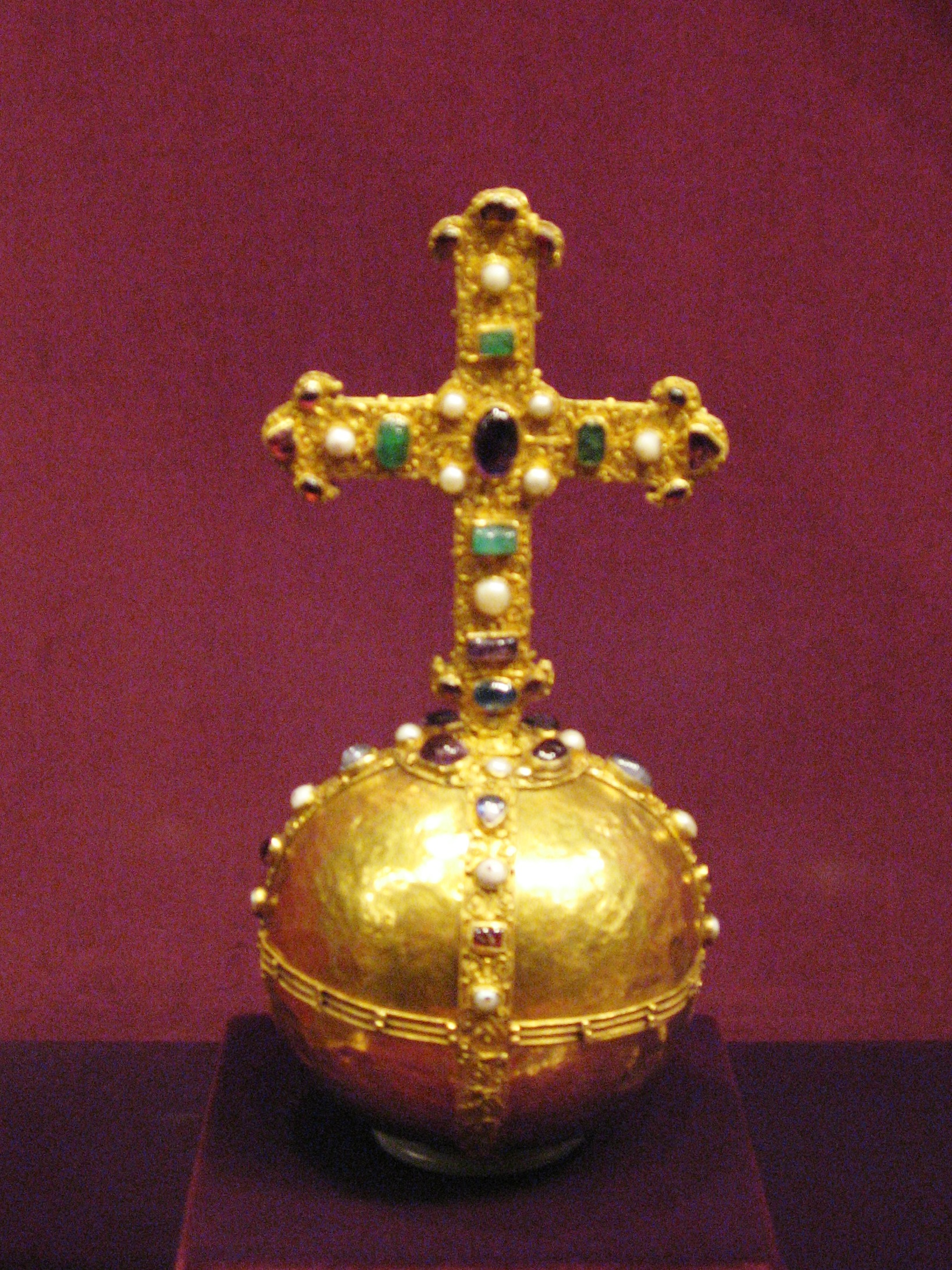
Globo imperiale
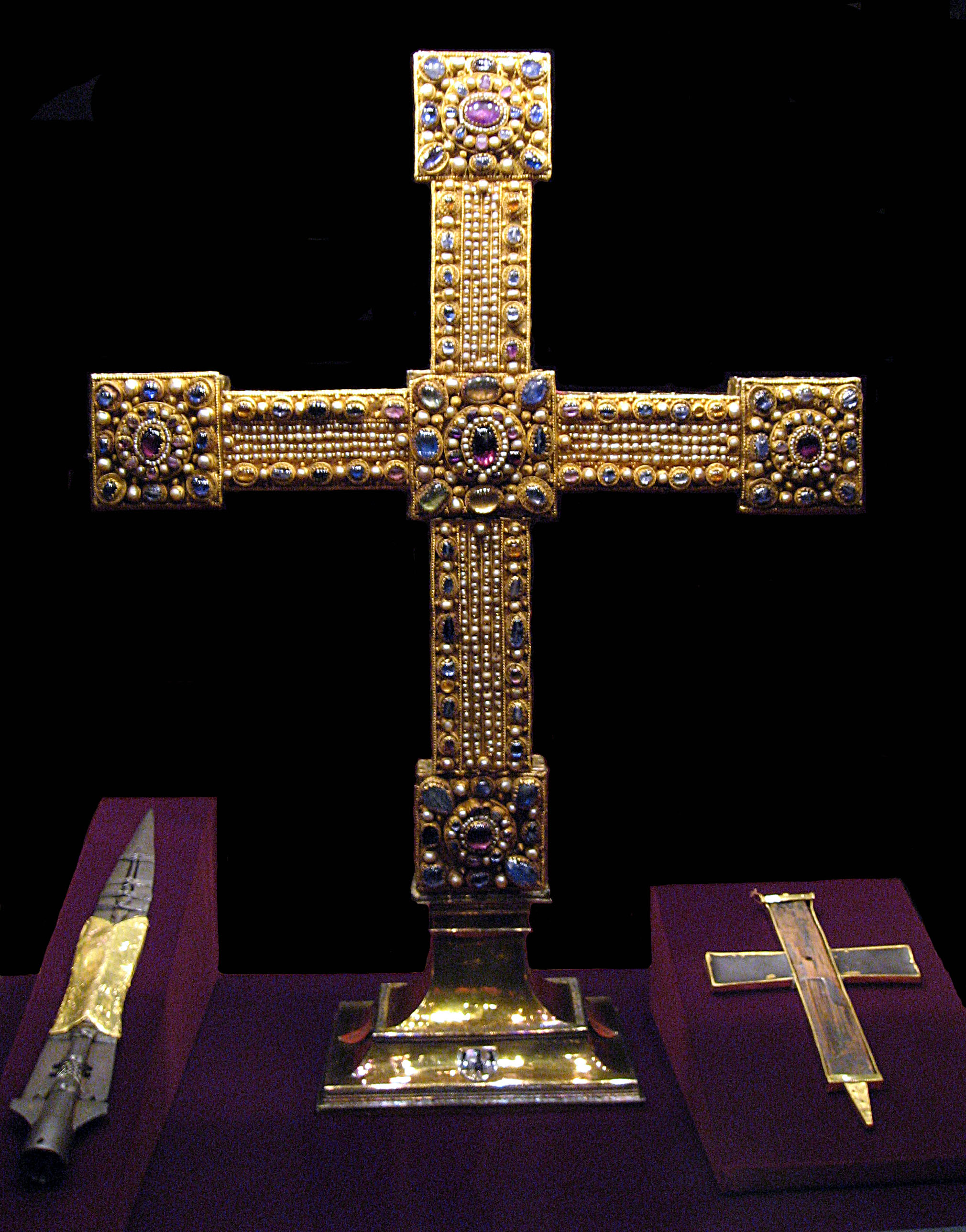
Croce imperiale
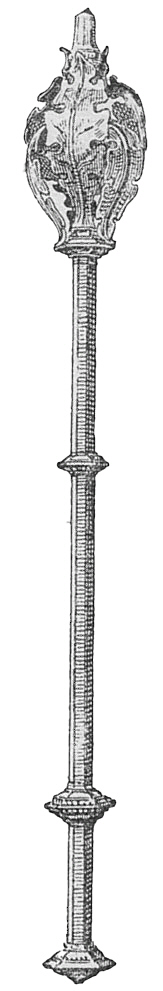
Scettro imperiale
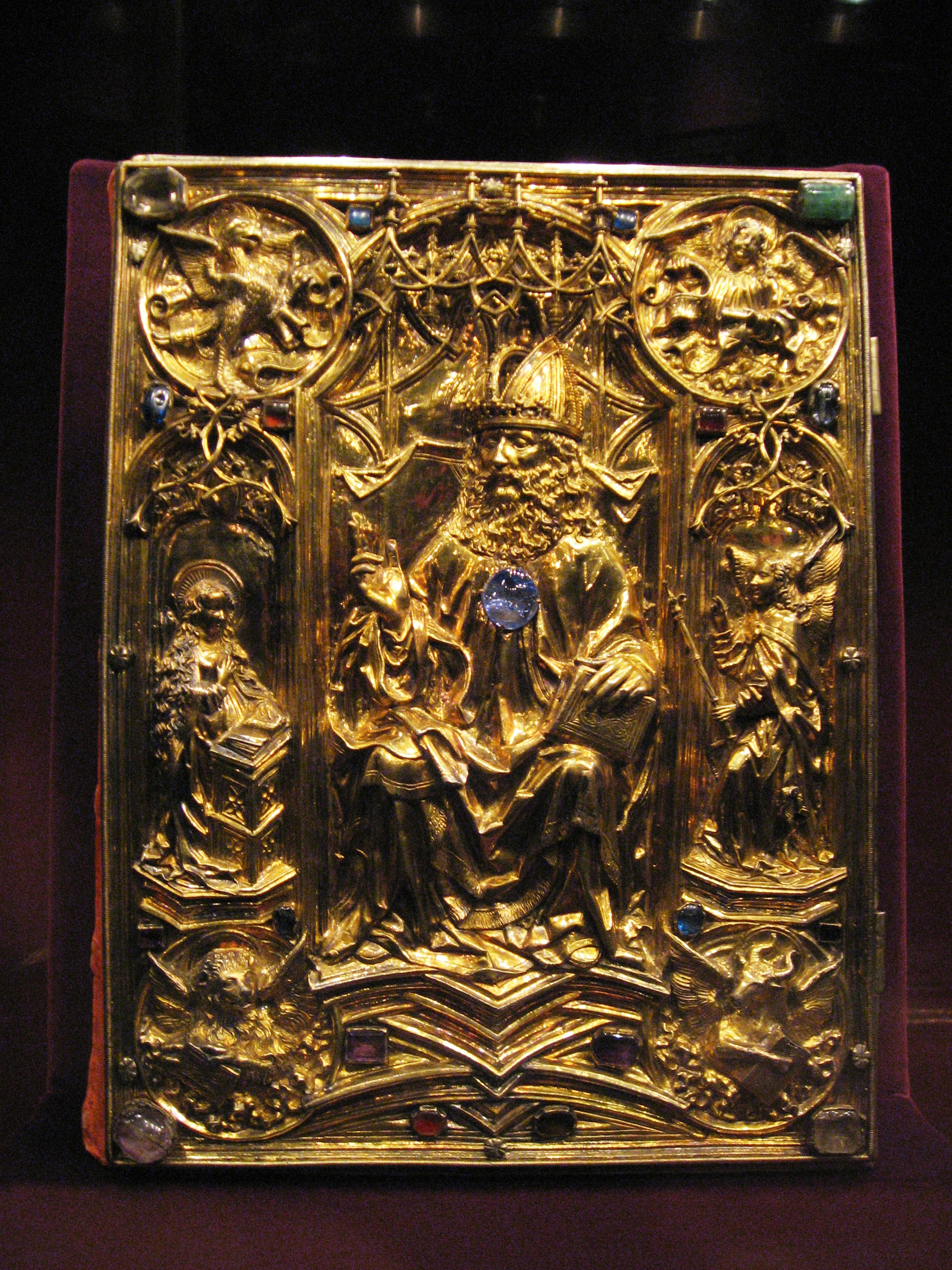
Bibbia
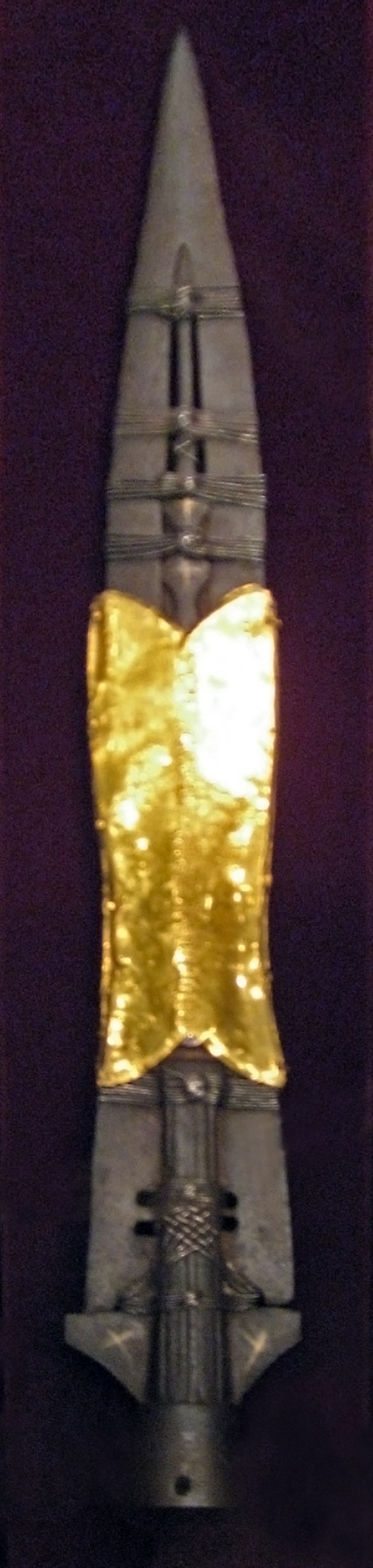
Lancia sacra
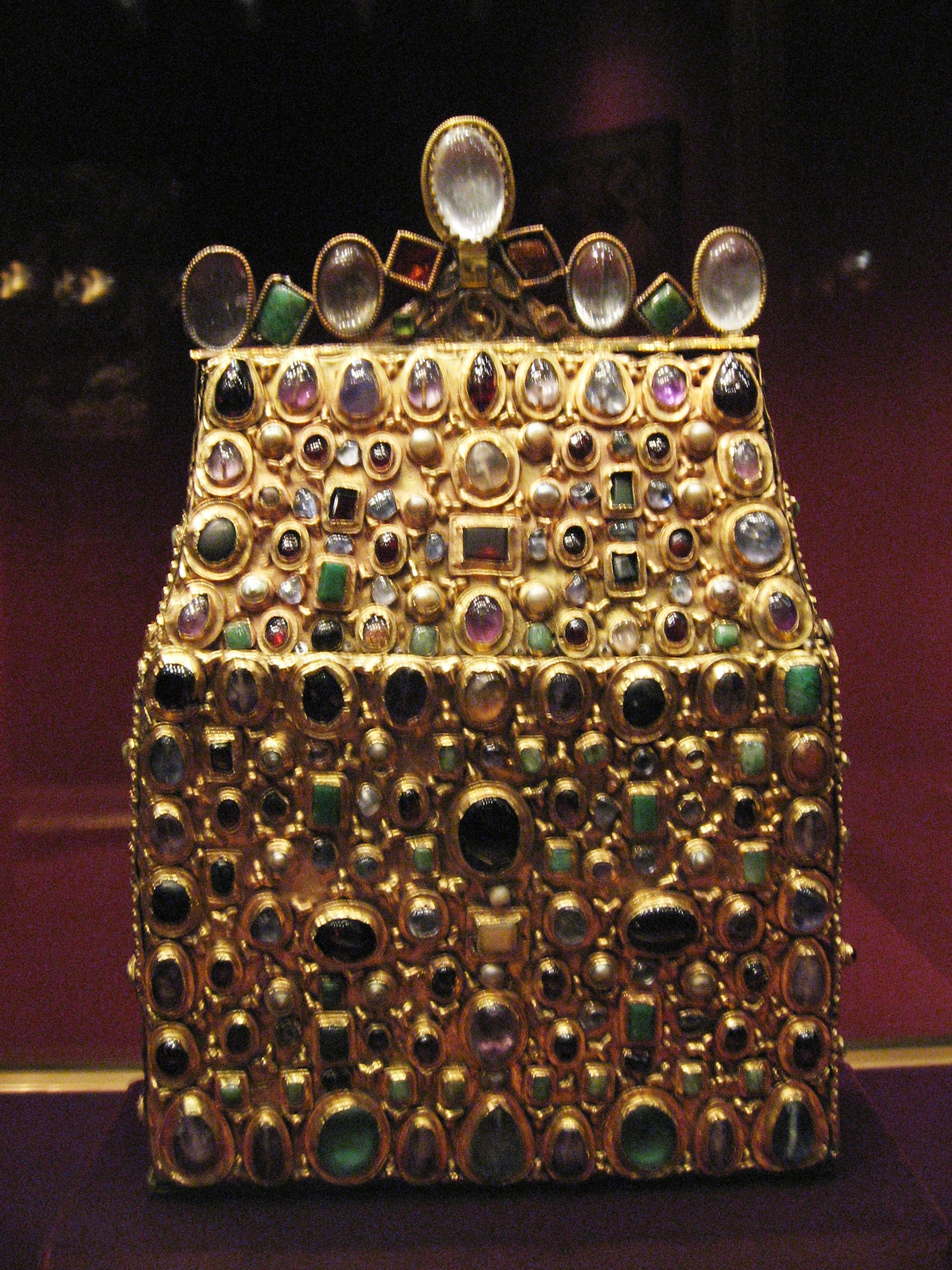
Borsa di santo Stefano
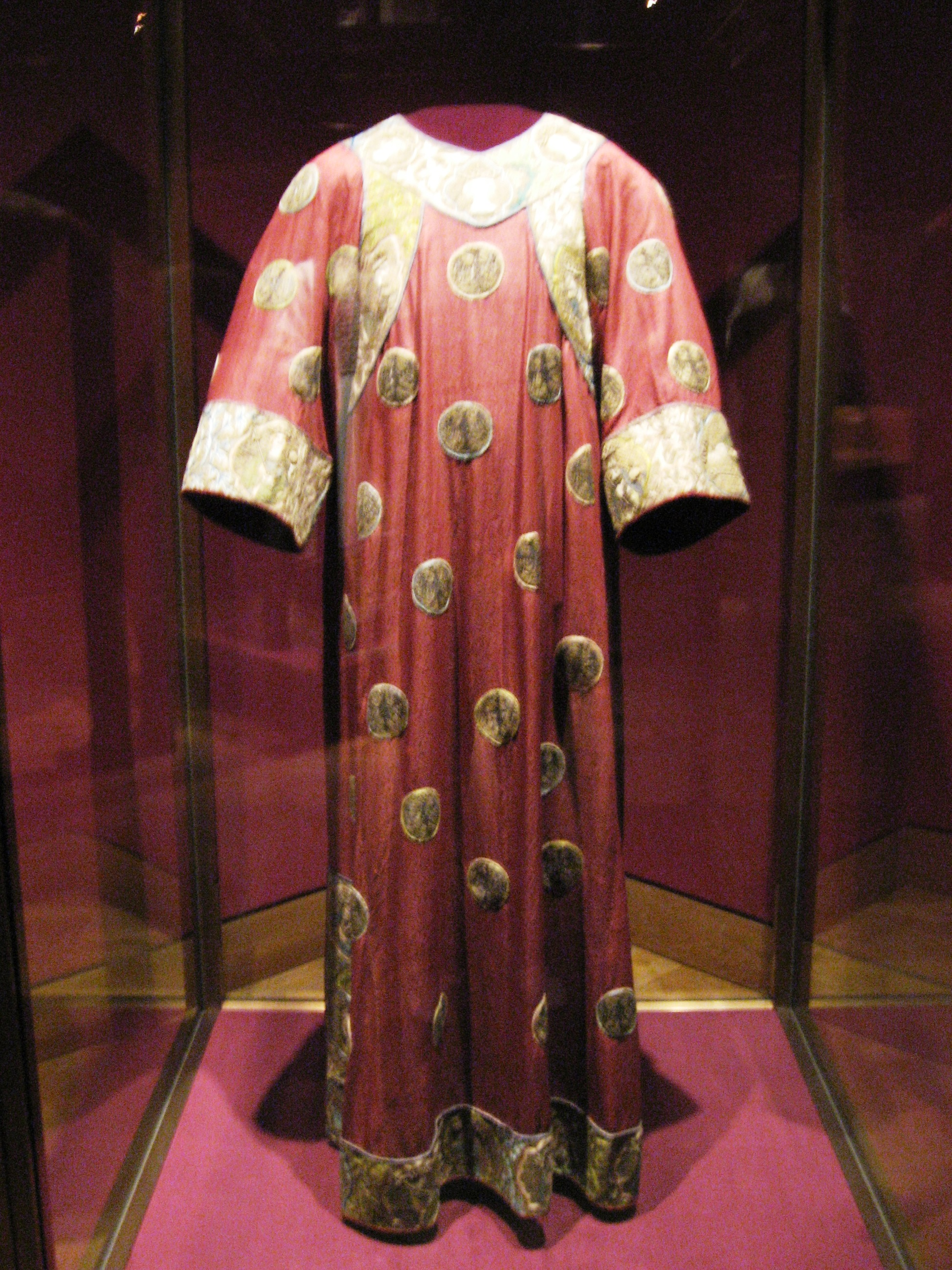
Dalmatica
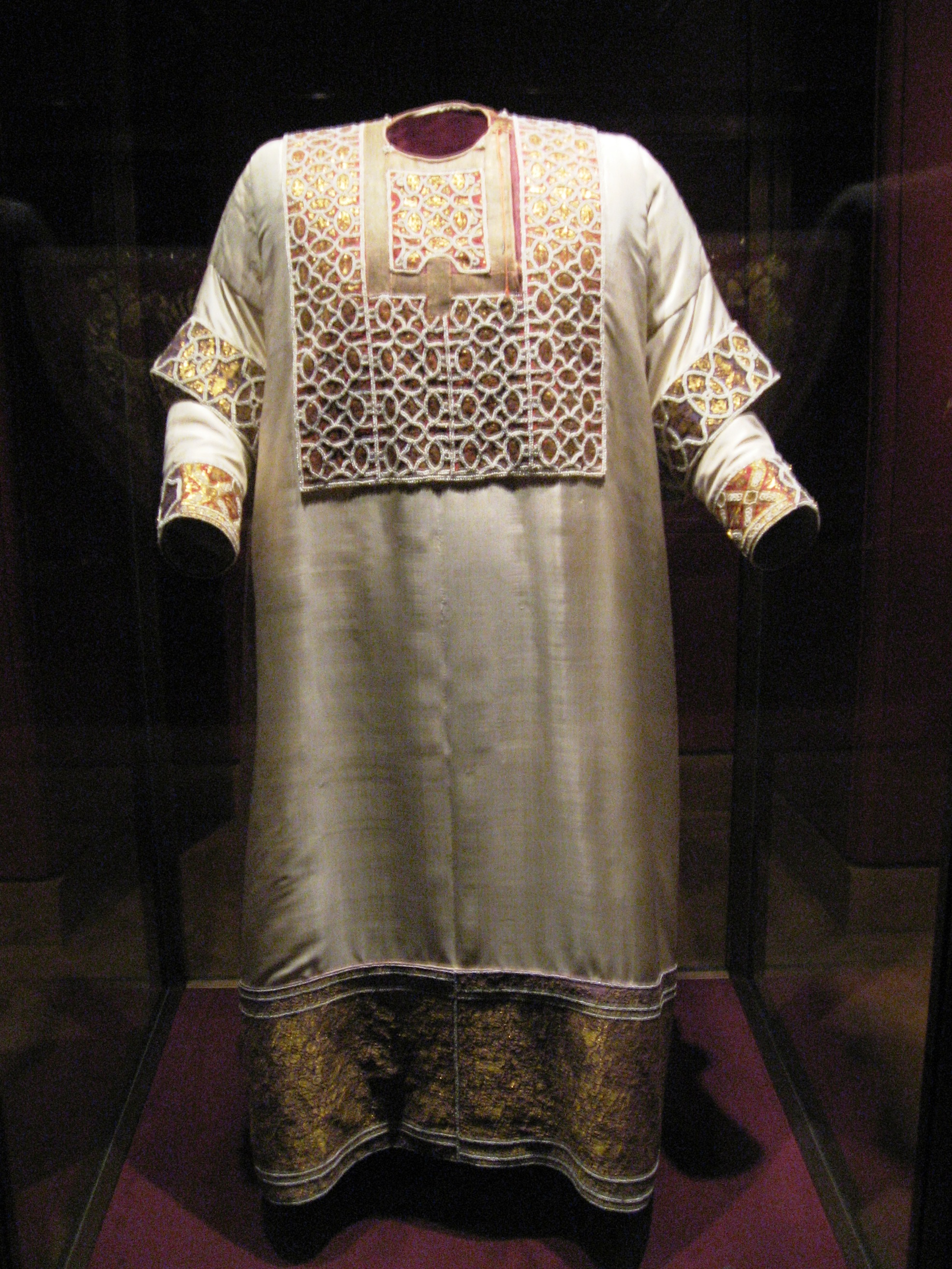
Camice
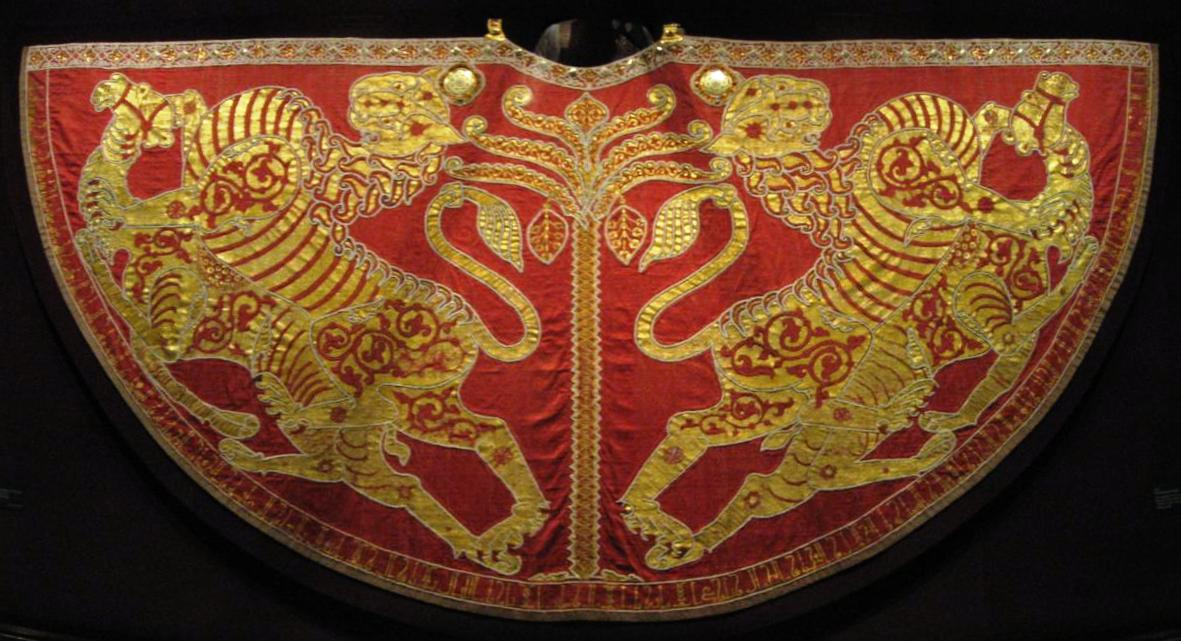
Mantella d'incoronazione
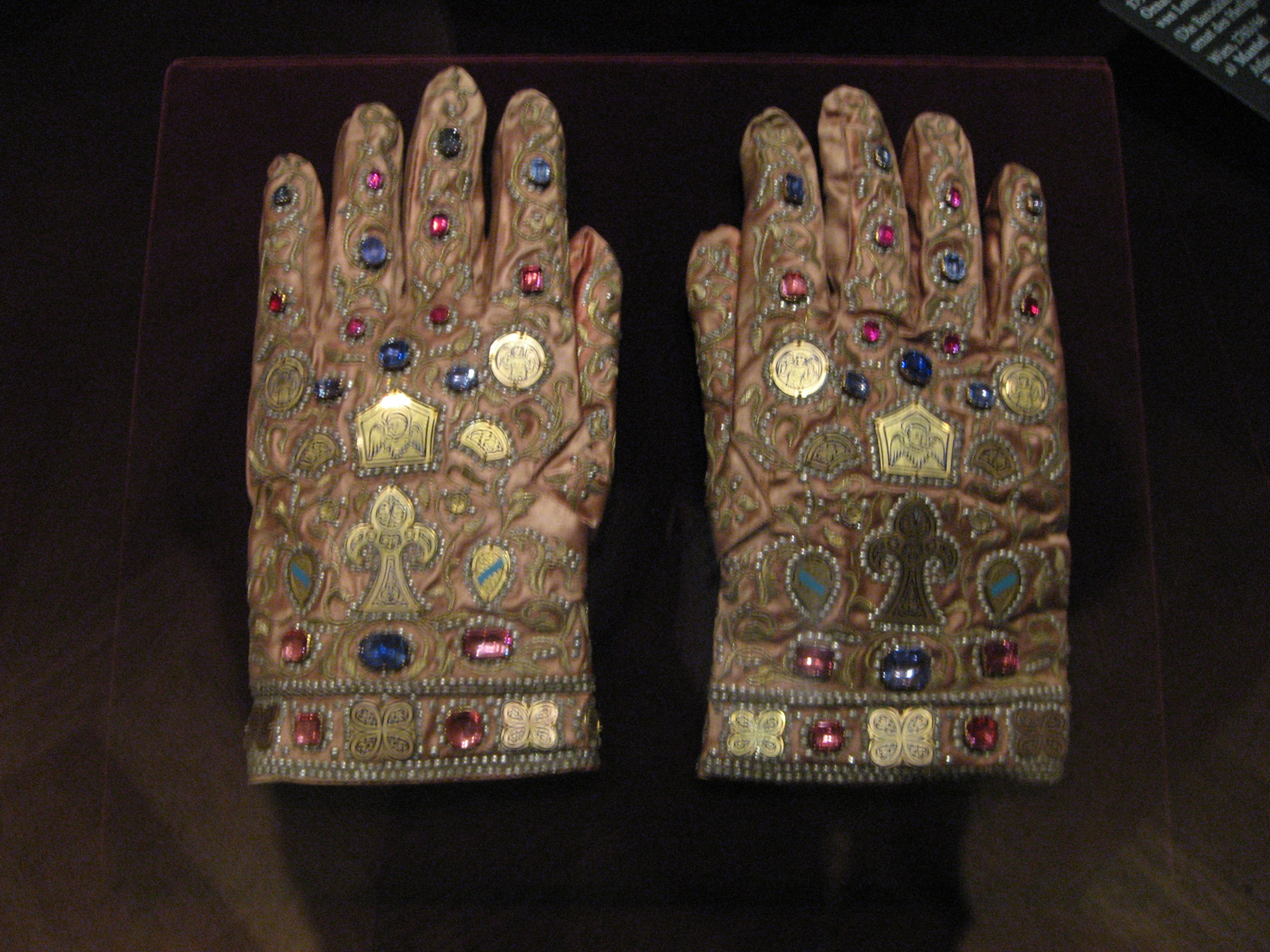
Guanti
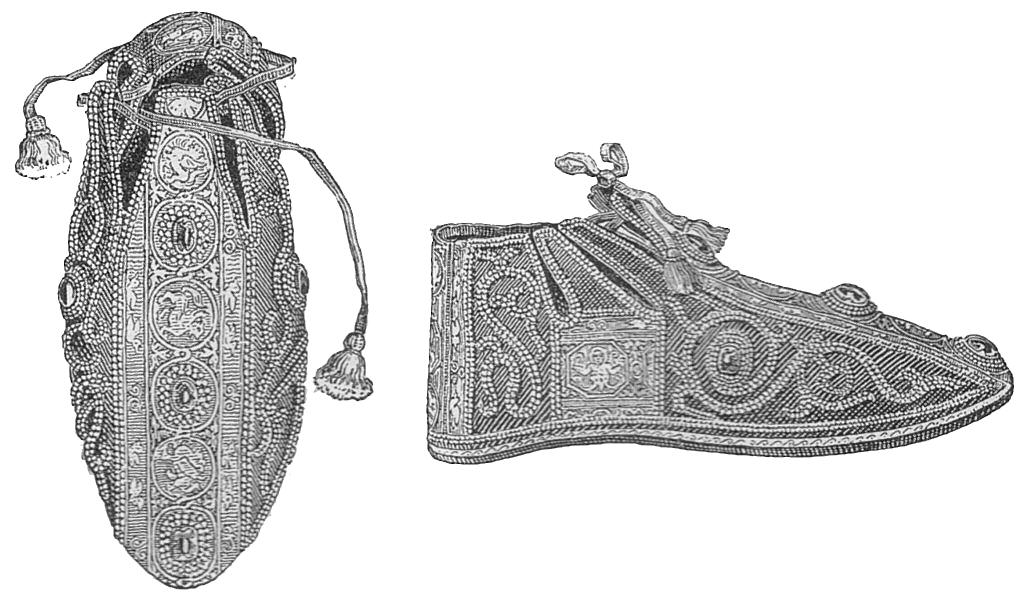
Scarpe
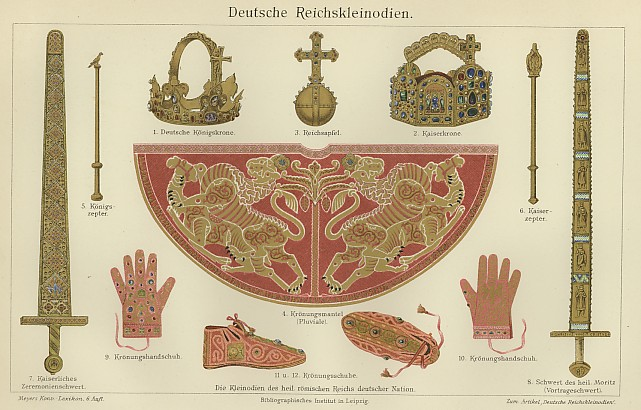
Alcune insegne, tra cui la spada cerimoniale e la spada imperiale